# Love (2015)
Love ist ein französisch-belgischer Film von Gaspar Noé. Er hatte seine Premiere am 20. Mai 2015 bei den Internationalen Filmfestspielen von Cannes in der Reihe „Séances de minuit“. Der Kinostart in Deutschland war am 26. November 2015.

## Handlung
Murphy und Electra führen seit zwei Jahren eine wilde Beziehung, die von Drogenexzessen und leidenschaftlichem Sex bestimmt ist. Ihre Stimmung schwankt oft zwischen überglücklich und wahnsinnig eifersüchtig, dabei liegen Liebe und Hass nah beieinander. Sie leben zusammen in einer kleinen Pariser Wohnung. Das Paar vergnügt sich einen Abend mit ihrer hübschen Nachbarin Omi im Bett. Murphy findet Gefallen an Omi und trifft sich danach auch ohne Electras Wissen mit ihr. Schließlich wird Omi von Murphy schwanger, woraufhin er von Electra verlassen wird.
An einem regnerischen Morgen wird Murphy von Electras Mutter Nora kontaktiert. Er lebt mittlerweile mit Omi und dem gemeinsamen 18 Monate alten Kind in der kleinen Pariser Wohnung.
Nora hat drei Monate nichts von ihrer Tochter gehört und macht sich auf Grund ihrer suizidalen Tendenzen Sorgen. Daraufhin verbringt Murphy den Rest des Tages in Erinnerungen an die Beziehung mit Electra.

## Hintergrund
Die expliziten Sexszenen sind nicht gestellt, sondern die Hauptdarsteller Muyock, Glusman und Kristin haben tatsächlich Geschlechts- und Oralverkehr. Der 3D-Effekt wird dazu verwendet, dass Hauptdarsteller Glusman in einer Szene in Richtung Zuschauer ejakuliert.

## Kritik
Der Filmdienst urteilt, der „provokative Sexfilm“ entfalte „das von starken Gefühlsschwankungen bestimmte Dreiecksverhältnis, wobei die erotischen Szenen auf Großaufnahmen, Close ups und Zwischenschnitte verzichten und das Geschehen in langen, starren Einstellungen meist halbnah bis nah zeigen“. Die „Räumlichkeit der 3D-Aufnahmen“ würde dabei „den Realismus der Szenen, die symbolisch gleichwohl in ewiger Trübheit gefangen erscheinen“, verstärken.

## Auszeichnungen
Der Film erhielt in Cannes eine Nominierung für die „Queer Palm“. Beim polnischen Filmfestival Camerimage 2015 erhielt Love den Jurypreis als bester 3D-Film.